# Pierino la peste
Pierino la peste (Bébert et l'omnibus) è un film del 1963 diretto da Yves Robert.